# Љаојанг
Љаојанг (辽阳) град је Кини у покрајини Љаонинг. Према процени из 2009. у граду је живело 730.047 становника.

## Становништво
Према процени, у граду је 2009. живело 730.047 становника.
| 1990.   | 2000.   | 2009    |
| ------- | ------- | ------- |
| 493.250 | 621.440 | 730.047 |

## Градови побратими
- Лос Гатос